# Stibara tetraspilota
Stibara tetraspilota là một loài bọ cánh cứng trong họ Cerambycidae.